# Langblättriges Waldvöglein
Das Langblättrige Waldvöglein oder Schwertblättrige Waldvöglein (Cephalanthera longifolia) ist eine Pflanzenart aus der Gattung Waldvöglein (Cephalanthera) innerhalb der  Familie der Orchideengewächse (Orchidaceae). 

## Beschreibung
Das Langblättrige Waldvöglein ist ein ausdauernder, krautig wachsender Rhizomgeophyt. Die Pflanze erreicht Wuchshöhen von 20 bis 60 Zentimetern. Die mehr oder weniger zweizeilig angeordneten Laubblätter sind vier- bis sechsmal so lang wie breit und lanzettlich bis lineal-lanzettlich.

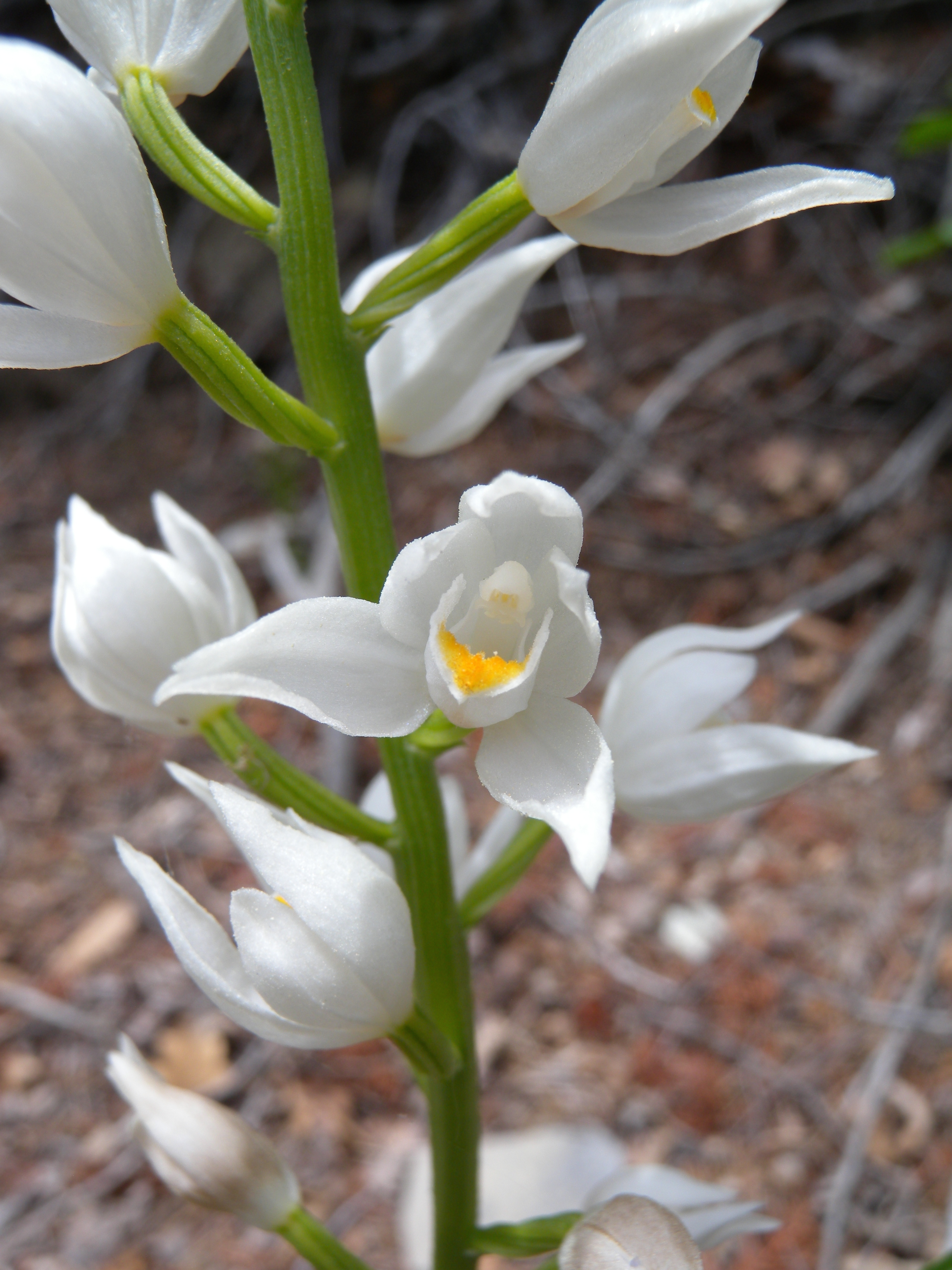
Blüten

Der traubige Blütenstand enthält in der Regel 8 bis 25 Blüten. Die rein weißen Blüten öffnen sich meist nur bis zur Hälfte. Die aufgerichtete Lippe weist vorne vier bis sieben orangefarbene Leisten auf. Die Blütezeit erstreckt sich von Mai bis Juli. Die Blüten werden fremdbestäubt und zeigen nur sehr geringen Fruchtansatz.
Die Chromosomenzahl der Art ist 2n = 32.

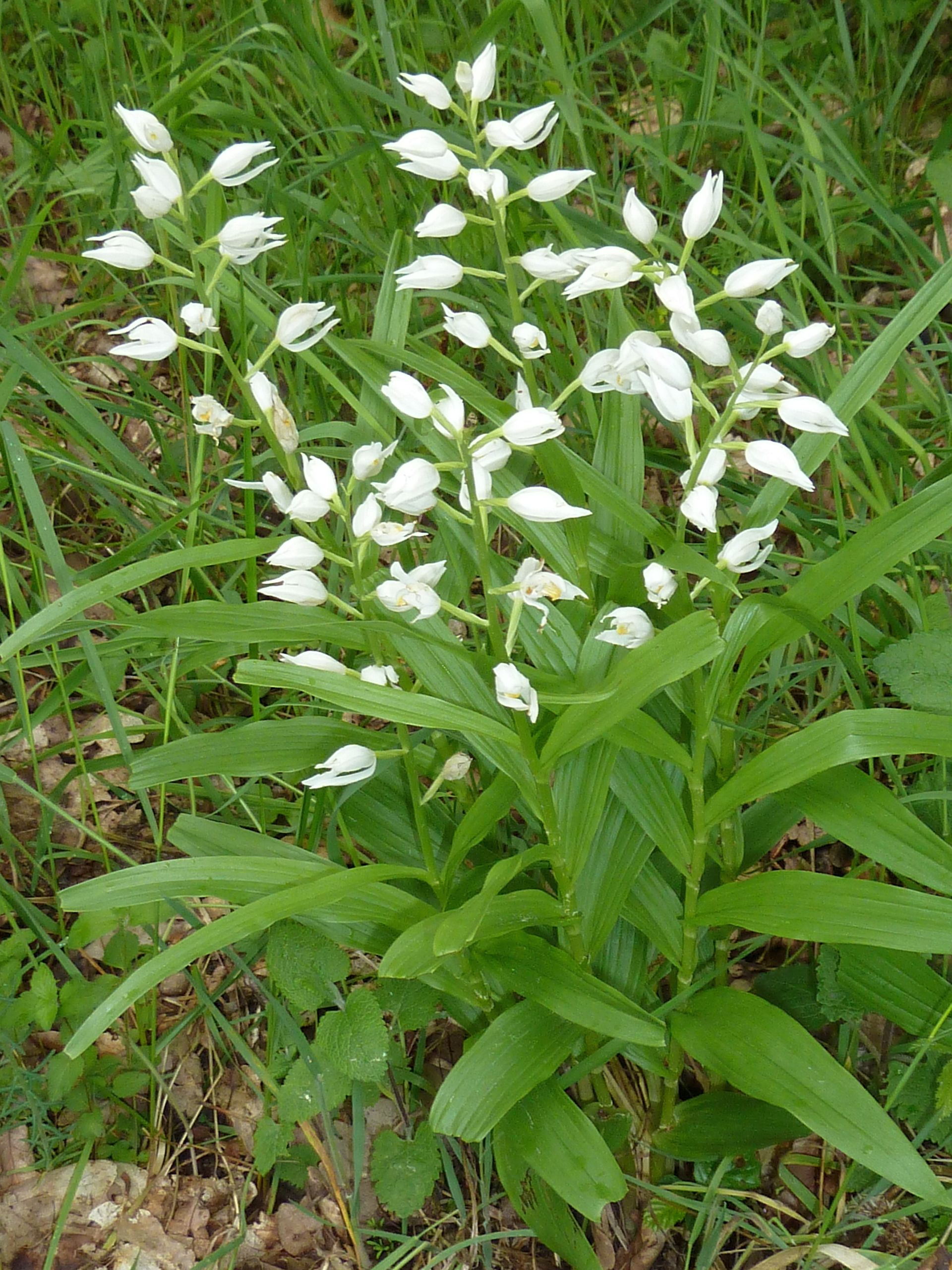
Schwertblättriges Waldvöglein (Cephalanthera longifolia)

## Verbreitung
Das Verbreitungsgebiet des Langblättrigen Waldvögleins erstreckt sich von Nordafrika bis nach Mitteleuropa und bis in den östlichen Mittelmeerraum und weiter bis ins zentrale China. In Europa kommt es in fast allen Ländern vor; es fehlt nur in Island und Moldau und kam früher in den Niederlanden vor. 
Es fehlt im mitteleuropäischen Tiefland fast überall und kommt hier nur im östlichen Niedersachsen, Westthüringen und im westlichen Mecklenburg vereinzelt vor. Es steigt in den Mittelgebirgen mit kalkhaltigem oder sonst wie basenreichem Gestein und in den Alpen selten über Höhenlagen von 1200 Meter auf. In den Allgäuer Alpen kommt es zwischen Obertal und Engeratsgundsee in Bayern bis zu 1650 m Meereshöhe vor.  Nach Baumann und Künkele hat es in der Alpenländern folgende Höhengrenzen: Deutschland 10–1300 Meter, Frankreich 1–1930 Meter, Schweiz 200–1580 Meter, Liechtenstein 445–1480 Meter, Österreich 300–1490 Meter, Italien 75–1940 Meter und Slowenien 20–1490 Meter. In Griechenland kommt die Art bis 2000 Meter, im Himalaja bis 4000 Meter Meereshöhe vor.
Im Hunsrück wird es vereinzelt oder in kleinen Populationen angetroffen.
Das Langblättrige Waldvögelein gedeiht am besten auf kalk- bzw. basenhaltigen, lockeren humusdurchsetzten Böden. Als Standort bevorzugt diese Halbschattenpflanze trockene Wälder und Säume, seltener auch Wiesen. Es bevorzugt Laubwälder und trockene Kiefernwälder oder Gebüsche auf Trockenrasen. Es bevorzugt eine geschützte Lage. Das Langblättrige Waldvögelein ist eine Charakterart der Kalk-Buchen-Wälder. Nach Oberdorfer ist es ein Charakterart der Klasse Querco-Fagetea, kommt aber auch in Gesellschaften des Verbands Erico-Pinion vor. Die ökologischen Zeigerwerte nach Landolt et al. 2010 sind in der Schweiz: Feuchtezahl F = 2+w+ (frisch aber stark wechselnd), Lichtzahl L = 3 (halbschattig), Reaktionszahl R = 4 (neutral bis basisch), Temperaturzahl T = 3+ (unter-montan und ober-kollin), Nährstoffzahl N = 2 (nährstoffarm), Kontinentalitätszahl K = 4 (subkontinental).

## Naturschutz
Die Art ist in Deutschland durch die BArtSchV besonders geschützt.

## Taxonomie
Das Schwertblättrige Waldvögelein wurde 1753 von Carl von Linné in Species Plantarum Tomus II, S. 950 als Serapias helleborine var. longifolia erstbeschrieben. Die Sippe wurde 1888 durch Karl Fritsch in Oesterreichische Botanische Zeitschrift Band 38, Seite 81 als Art Cephalanthera longifolia (L.) Fritsch in die Gattung Cephalanthera gestellt. Synonyme für Cephalanthera longifolia (L.) Fritsch sind: Serapias longifolia (L.) L., Serapias helleborine var. longifolia L., Cephalanthera xiphophyllum Rchb.f.